# Чехонин, Павел Михайлович
Павел Михайлович Чехо́нин (1914—1996) — Герой Социалистического Труда, Почётный гражданин Петрозаводска (1973). Заслуженный работник народного хозяйства Карельской АССР (1984). Депутат Верховного Совета СССР 7 и 8 созывов.

## Биография
Член рабочей династии мастеровых Александровского завода, первое упоминание о Чехониных относится к 1776 году, когда из Липецка на завод приехал молотовый мастер Фёдор Чехонин.
Окончил 6 классов школы г. Петрозаводска
С 1929 г. поступил на Онежский металлургический и механический завод учеником, затем фрезеровщиком инструментального цеха.
Участник Советско-финляндской войны 1939—1940 гг., санинструктор 208-го стрелкового полка 18-й стрелковой дивизии, имел ранение.
В 1941 г. вместе с Онегзаводом был эвакуирован в Красноярск, где участвовал в организации работы предприятия.
После окончания войны вернулся на Онежский завод.
Участвовал в спортивной жизни Карелии, в соревнованиях по классической борьбе, чемпион Карелии, судья республиканской категории.